# Humiriaceae
Humiriaceae, porodica drveća i grmova iz reda malpigijolike. Postoji šezdesetak vrsta iz zapadne tropske Afrike. 
Listovi ovih vrsta su naizmjenični, lisni zalisci nedostaju. Cvjetovi aktinomorfni, hermafroditi.

## Opis
Humiriaceae obuhvaća 8 rodova i oko 50 vrsta vazdazelenog drveća. Većina, uključujući Vantanea (22 vrste), Humiriastrum (12 vrsta) i Humiria (5 vrsta), raste u Neotropima, ali Saccoglottis (11 vrsta) također raste u zapadnoj Africi. Cvjetovi su prilično mali, ali karakteristični. Prašnici su više ili manje srasli u cijev i imaju produžetke na vrhovima. Plod je jednosjemena ili dvosjemena koštunica s bridastom košticom. Ponekad drvo humirije može postatimirisno nakon što ga napadnu gljivice, a zatim se može koristiti kao tamjan. Plod je ponekad jestiv.

## Rodovi
1. Duckesia Cuatrec. (2 spp.)
2. Endopleura Cuatrec. (1 sp.)
3. Humiria J.St.-Hil. (5 spp.)
4. Humiriastrum (Urb.) Cuatrec. (16 spp.)
5. Hylocarpa Cuatrec. (1 sp.)
6. Sacoglottis Mart. (11 spp.)
7. Schistostemon (Urb.) Cuatrec. (9 spp.)
8. Vantanea Aubl.  (22 spp.)